# أبو جعفر الخازن
أبو جعفر الخازن هو أبو جعفر محمد بن الحسين الخازن الصاغاني الخراساني، عالم من علماء القرن الرابع الهجري، تخصص في الرياضيات والفلك وكما اهتم بعلم الميكانيكا ودرس مفهوم الاحتكاك.

## سيرته
لا نكاد نعرف شيئاً يذكر من حياته سوى أنه كان يعمل لدى ابن العميد، وزير ركن الدولة البويهية. توفي أبوه وهو في سن 16 أو 17 قيل أنه أول عالم حلّ المعادلات التكعيبية هندسياً بواسطة قطوع المخروط، كما بحث في المثلثات على أنواعها..
كان أبو جعفر الخازن الخراساني عالم رياضيات وفلكي معروف، ولد في خراسان في إيران وتوفي في عام 971 تقريبًا، وقد كان عمله الرئيسي حول زيج الصفائح؛ الزيج هو عبارة عن كتيب فلكي، أمّا الصفائح فتشير هنا إلى أداة فلكية كالاسطرلاب أو الاكواتوريوم، اعتُبِرَ هذا العمل الأفضل في هذا الحقل من قبل العديد من الباحثين.
كان أبو جعفر الخازن من الصابئة ومن أصل فارسي (الصابئة أحد الأديان الابراهيمية). يُعرَف الخازن باسم الخراساني أيضًا لكونه كان من خراسان (وهي مقاطعة في شرق إيران). أُلحِقَ الخازن بمحكمة حاكم الدولة البويهية ركن الدولة (932-976) وأمير راي (بلدة قريبة من طهران دمرت في القرن الثاني عشر). استفاد هناك من رعاية أبي الفضل بن العميد (أحد وزراء ركن الدولة)، ووصلت شهرته إلى بغداد. لعب الخازن في 953/954 دور المفاوض في الحرب التي قام فيها جيش نوح بن نصر التابع لخراسان بمعارضة حكم ركن الدولة.
عرف الخازن بصفته عالم فلك أعمال الفلكيين السابقين وعلق عليها. على سبيل المثال: كتب تعليقًا على كتاب بطليموس «المجسطي» قدم فيه معلومات حول الأنشطة الفلكية التي قدمها الفلكيين الإسلاميين الأوائل.
ذكر المؤلفون لاحقًا المعلومات الفلكية التي توصل إليها الخازن، فقد قاس انحراف مسير الشمس في راي عام 960، الأمر الذي كان صادرًا عن الوزير أبو الفضل بن العميد الذي أمر أيضًا ببناء ربعية جدارية في الراي. قام الخازن -جنبًا إلى جنب مع عالم فلكي آخر يسمى الخيراوي- بقياس انحراف أو ميل مسير الشمس باستخدام هذه الأداة. يوجد بعض المعلومات التي تشير إلى قياس خط العرض الذي قام الخازن بقياسه بمساعدة عدة أشخاص آخرين عن طريق استخدام حلقة بقطر 4 م. يذكر مصدر آخر الملاحظات التي تم الإدلاء بها في كاشان في 6 أكتوبر عام960 بناءً على طلب ابن العميد من أجل الحصول على خط عرض هذه المدينة. قام الخازن في عام 970 بقياس ميل الكسوف في إديسا أيضًا.
لم يكن الخازن مراقبًا جيدًا فحسب، بل كان قويًا من الناحية النظرية أيضًا. كان يؤمن بالطابع القوي للأجرام السماوية، كما كان مؤيدًا لنظرية التناقص التدريجي لميل الكسوف الشمس، وربما نظرية تأرجح اعتدال كسوف الشمس على طول قوس من 8 درجات.
طور الخازن ف أحد مقالاته نموذجًا شمسيًا بدون اللامركزية وفلك التدوير. المقالة غير متواجدة حاليًا، ولكن يوجد بعض الإشارات التي تدل على أنها محفوظة في البعض من أعمال البيروني. كان النموذج متحد/ متماثل المركز؛ تمتلك فيه الشمس حركة دائرية باعتبار الأرض مركز الدائرة، ولكن بطريقة تكون فيها حركتها منتظمة بالنسبة إلى نقطة لا تتوافق مع مركز الكون. تتحرك الشمس في هذا النموذج على دائرة متحدة المركز ومتحدة المستوي مع مسار الشمس بسرعات متغيرة. تكون حركة الشمس منتظمة على دائرة مختلفة. تمتلك المسافة بين مراكز هاتين الحلقتين نفس قيمة لا مركزية البطلمي. ولكن دون وجود ذروة ولا حضيض، على عكس نموذج البطلمي، على الرغم من أن الخط الفاصل بين المركزين يتقاطع مع دائرة مسار الشمس عند الحد الأدنى والحد الأقصى للسرعات. عاد هذا النظام إلى الظهور بنسخة أكثر كمالًا في القرن الرابع عشر في أعمال الفلكي هنري لانغنشتاين بعنوان (De reprobatione ecentricorum et epiciclorum).
ألّف الخازن أيضًا كتاب (ضاع حاليًا) بعنوان «كتاب الأبعاد ولأجرام» قدم فيه أقطار النجوم، ولكن دون أن يقول كيف حصل هذه القيم.
في الرياضيات، كان الخازن أول من أظهر أن المعادلات التكعيبية من النموذج x3 + c = ax2 يمكن حلها هندسيًا باستخدام القطوع المخروطية. وذكر أن المعادلة x3 + y3 = z3 لا تمتلك أية حلول في مجموعة الأعداد الصحيحة الموجبة، لكنه لم يتمكن من تقديم أي دليل صحيح على ذلك. عمل الخازن أيضًا على متباينة المحيط الثابت، وكتب تعليقًا على الكتاب العاشر لعناصر إقليدس.

## أعماله
وضع أبو جعفر الخازن نظرية في شكل الكون وتركيبه، وذكر بأن الأشياء تتجه للأسفل عند السقوط قبل نيوتن، كما وضع أبو جعفر الخازن تفسيرا لحركة الكواكب في تقدمها وتباعدها، وتفسيرا عن اختلاف مطالع القسي (جمع قوس) المتساوية في كتابه: المدخل الكبير إلى علم النجوم، وقد ناقش كذلك في كتابه هذا لأول مرة نظرية ابن الهيثم في تكوين النجوم، وبين أنه اعتمد على فروض بطليموس التي ترجمها ثابت بن قرة، وناقشها أيضا في كتابه الآخر: سر العالمين، ووضع طرائق لتعيين أول محرم وأول السنة الهجرية، وبعض المسائل في علم التواريخ. وقد بين أبو جعفر الخازن في هذا الكتاب رأيه في شكل العالم وهو يختلف عنده عن الشكل الذي يقوم على الفلك الخارج المركز، وفلك التدوير وتتساوى فيه أبعاد الأرض عن الشمس مع اختلاف الحركة فتصير ناحيتي الشمال والجنوب متكافئتين في الحر والبرد، ودرس التسيير وآلته.
وضع أبو جعفر الخازن شرحا لبعض آلات الرصد الفلكية، ومن أهمها آلة قياس ارتفاع الشمس. وابتكر حلقة محيطها 13 قدما وثمانية أذرع، وهذه الحلقة أصغر من الحلقة التي استخدمها السابقون عليه. وحقق بواسطة هذه الحلقة انحراف دائرة البروج وكان ذلك بمساعدة طائفة من العلماء، وقد تحدث عنها في كتابه: الآلات العجيبة الرصدية.
أما في علم الرياضيات: فقد تمكن من حل المعادلات التكعيبية حلاً هندسياً بواسطة قطوع المخروط وسبق بذلك بيكر وديكارت في كتابه: شكل القطوع، ودرس في الحساب مسائل العدد، كما ألف كتباً في حساب المثلثات، وحل بعض المسائل الخاصة بحساب المتوازيات.

## من مؤلفاته
- كتاب المسائل العددية
- كتاب المدخل الكبير إلى علم النجوم
- كتاب سر العالمين
- كتاب الآلات العجيبة الرصدية
- كتاب شكل القطوع
- كتاب السماء والأرض
- كتاب زيج الصفائح
- كتاب الأبعاد والأجرام
- شرح كتاب تفسير المجسطي
- شرح المقالة العاشرة من كتاب الأصول لإقليدس